# Vương quốc Hồi giáo Arababni
Vương quốc Hồi giáo Arababni (còn được gọi là Arbabni hoặc Arabini) là một vương quốc Hồi giáo nhỏ nằm ở khu vực ngày nay là khu Arsi của Ethiopia. Được thành lập vào khoảng thế kỷ 12, đây là vương quốc Hồi giáo nhỏ nhất và yếu nhất được mô tả bởi các nhà địa lý Hồi giáo al-Umari và al-Makrizi.

## Lịch sử
Vương quốc Hồi giáo Arababni đã bị Đế quốc Ethiopia chinh phục và sáp nhập vào tỉnh Fatagar. Đây là khu vực phía đông nam của thủ đô Addis Ababa ngày nay, về cơ bản tương ứng với hai khu Tây Shewa và Arsi. Các cuộc di cư của người Oromo dẫn đến việc vùng này được đổi tên thành Arsi, theo tên bộ lạc Oromo Arsi. Vùng Fatagar, một trong những quốc gia Hồi giáo độc lập trước đây trong khu vực, là mục tiêu chính của cuộc thánh chiến do Ahmad ibn Ibrahim al-Ghazi, Imam của Vương quốc Hồi giáo Adal lãnh đạo.